# Adem Büyük
Adem Büyük (Hopa, 1987. augusztus 30. –) török labdarúgó, 2017 óta a Galatasaray csatára. Volt ifjúsági török válogatott is, tagja volt az U18-as és az U21-es csapatnak.

## Pályafutása

### Klubcsapatban
Büyük karrierjét a helyi Artvin Hopaspor csapatában kezdte. Egy évet töltött az Arhavispor csapatában, mielőtt a Beşiktaş 2003-ban szerződtette. Büyük nem lépett pályára a klubban, kölcsönben volt a Zeytinburnuspornál, az Akçaabat Sebatspornál és az Altaynál. 2008-ban szerződött a Manisasporhoz, és a 2010–11-es szezon második felét a Mersin İdmanyurdunál töltötte.

### Válogatottban
2013. november 15-én Büyük bemutatkozhatott a török válogatottban Észak-Írország ellen Adanában.

## Statisztikák

### Klbcsapatban
| Szezon                      | Klub                        |                             | Kiírás                      | Bajnokság | Bajnokság | Kupa | Kupa  | Nemzetközi | Nemzetközi | Összesen | Összesen |
| Szezon                      | Klub                        | Meccs                       | Kiírás                      | Gól       | Meccs     | Gól  | Meccs | Gól        | Meccs      | Gól      |          |
| --------------------------- | --------------------------- | --------------------------- | --------------------------- | --------- | --------- | ---- | ----- | ---------- | ---------- | -------- | -------- |
| 2008–09                     | Manisaspor                  | TUR                         | TFF 1. Lig                  | 15        | 2         | 1    | 0     | —          | —          | 16       | 2        |
| Manisaspor összesen         | Manisaspor összesen         | Manisaspor összesen         | Manisaspor összesen         | 15        | 2         | 1    | 0     | —          | —          | 16       | 2        |
| 2009–10                     | Boluspor                    | TUR                         | TFF 1. Lig                  | 24        | 11        | 1    | 2     | —          | —          | 25       | 13       |
| Boluspor összesen           | Boluspor összesen           | Boluspor összesen           | Boluspor összesen           | 24        | 11        | 1    | 2     | —          | —          | 25       | 13       |
| 2010–11                     | Mersin İdman Yurdu          | Törökország                 | TFF 1. Lig                  | 14        | 10        | 0    | 0     | —          | —          | 14       | 10       |
| Mersin İdman Yurdu összesen | Mersin İdman Yurdu összesen | Mersin İdman Yurdu összesen | Mersin İdman Yurdu összesen | 14        | 10        | 0    | 0     | —          | —          | 14       | 10       |
| 2011–12                     | Manisaspor                  | Törökország                 | TFF 1. Lig                  | 1         | 0         | 0    | 0     | —          | —          | 1        | 0        |
| Manisaspor összesen         | Manisaspor összesen         | Manisaspor összesen         | Manisaspor összesen         | 16        | 2         | 1    | 0     | —          | —          | 17       | 2        |
| 2011–12                     | Kasımpaşa SK                | Törökország                 | TFF 1. Lig                  | 19        | 11        | 1    | 3     | —          | —          | 17       | 9        |
| 2012–13                     | Kasımpaşa SK                | Törökország                 | Süper Lig                   | 26        | 2         | 3    | 1     | —          | —          | 29       | 3        |
| 2013–14                     | Kasımpaşa SK                | Törökország                 | Süper Lig                   | 33        | 8         | 2    | 1     | —          | —          | 35       | 9        |
| 2014–15                     | Kasımpaşa SK                | Törökország                 | Süper Lig                   | 0         | 0         | 0    | 0     | —          | —          | 0        | 0        |
| Kasımpaşa SK összesen       | Kasımpaşa SK összesen       | Kasımpaşa SK összesen       | Kasımpaşa SK összesen       | 78        | 21        | 6    | 5     | —          | —          | 84       | 26       |
| Összesen                    | Összesen                    | Összesen                    | Összesen                    | 130       | 44        | 8    | 7     | —          | —          | 138      | 51       |

2014. augusztus 12. szerint

### Válogatottban
| Adem Büyük meccsei Törökországnak | Adem Büyük meccsei Törökországnak | Adem Büyük meccsei Törökországnak | Adem Büyük meccsei Törökországnak | Adem Büyük meccsei Törökországnak | Adem Büyük meccsei Törökországnak |
| #                                 | Dátum                             | Párosítás                         | Eredmény                          | Kiírás                            | Gólok                             |
| A Kasımpaşa SK játékosaként       | A Kasımpaşa SK játékosaként       | A Kasımpaşa SK játékosaként       | A Kasımpaşa SK játékosaként       | A Kasımpaşa SK játékosaként       | A Kasımpaşa SK játékosaként       |
| --------------------------------- | --------------------------------- | --------------------------------- | --------------------------------- | --------------------------------- | --------------------------------- |
| 1                                 | 2013. november 15.                | Törökország – Észak-Írország      | 1 – 0                             | barátságos mérkőzés               |                                   |
| 2                                 | 2013. november 19.                | Törökország – Fehéroroszország    | 2 – 1                             | barátságos mérkőzés               |                                   |
| 3                                 | 2014. május 21.                   | Koszovó – Törökország             | 1 – 6                             | barátságos mérkőzés               |                                   |
| 4                                 | 2014. május 29.                   | Honduras – Törökország            | 0 – 2                             | barátságos mérkőzés               |                                   |

2014. augusztus 12. szerint

## Fordítás
Ez a szócikk részben vagy egészben  az   Adem Büyük című angol Wikipédia-szócikk ezen változatának fordításán alapul.  Az eredeti cikk szerkesztőit annak laptörténete sorolja fel. Ez a jelzés csupán a megfogalmazás eredetét és a szerzői jogokat jelzi, nem szolgál a cikkben szereplő információk forrásmegjelöléseként.

## Külső hivatkozások
- Adem Büyük adatlapja a National-Football-Teams.com oldalon (angolul)

- tff.org profil (angolul)
- transfermarkt.de profil
- Profil a mackolik.com-on (törökül)